# Anni 230 a.C.
Gli anni 230 a.C. sono il decennio che comprende gli anni dal 239 a.C. al 230 a.C. inclusi.

## Nati
- Apollonide di Cizico, nobile greca antica
- Quinto Ennio, poeta, drammaturgo e scrittore romano († 169 a.C.)238 a.C.
- Filippo V di Macedonia, re († 179 a.C.)
- Lucio Cornelio Scipione Asiatico, politico e generale romano236 a.C.
- Publio Cornelio Scipione, politico e generale romano († 183 a.C.)235 a.C.
- Gaio Lelio, politico e militare romano († 160 a.C.)232 a.C.
- Xiang Yu, militare e politico cinese († 202 a.C.)231 a.C.
- Geronimo di Siracusa, siceliota († 214 a.C.)230 a.C.
- Cecilio Stazio, commediografo romano († 168 a.C.)

## Morti
- Antigono II Gonata, sovrano (n. 319 a.C.)
- Diodoto I, sovrano238 a.C.
- Andragora, sovrano
- Spendio, condottiero cartaginese237 a.C.
- Farnabazo I d'Iberia, re (n. 325 a.C.)
- Mato, condottiero cartaginese
- Pirro II, re236 a.C.
- Li Mu, generale cinese
- Quinto Lutazio Cercone, romano235 a.C.
- Leonida II, sovrano spartano
- Lü Buwei, politico cinese
- Tishyaraksha233 a.C.
- Han Fei, filosofo e funzionario cinese
- Pirro III, re232 a.C.
- Aśoka, sovrano (n. 304 a.C.)230 a.C.
- Aderbale, ammiraglio cartaginese
- Ariamne II di Cappadocia, re